# شعب الصبول (جبلة)

تعديل مصدري - تعديل

شعب الصبول محلة تابعة لقرية الصال، التابعة لعزلة الثوابي بمديرية جبلة إحدى مديريات محافظة إب في الجمهورية اليمنية، بلغ تعداد سكانها 26 حسب تعداد اليمن لعام 2004.